# 韋部
韋部（）は、漢字を部首により分類したグループの一つ。
康熙字典214部首では178番目に置かれる（9画の3番目、戌集の12番目）。

## 概要

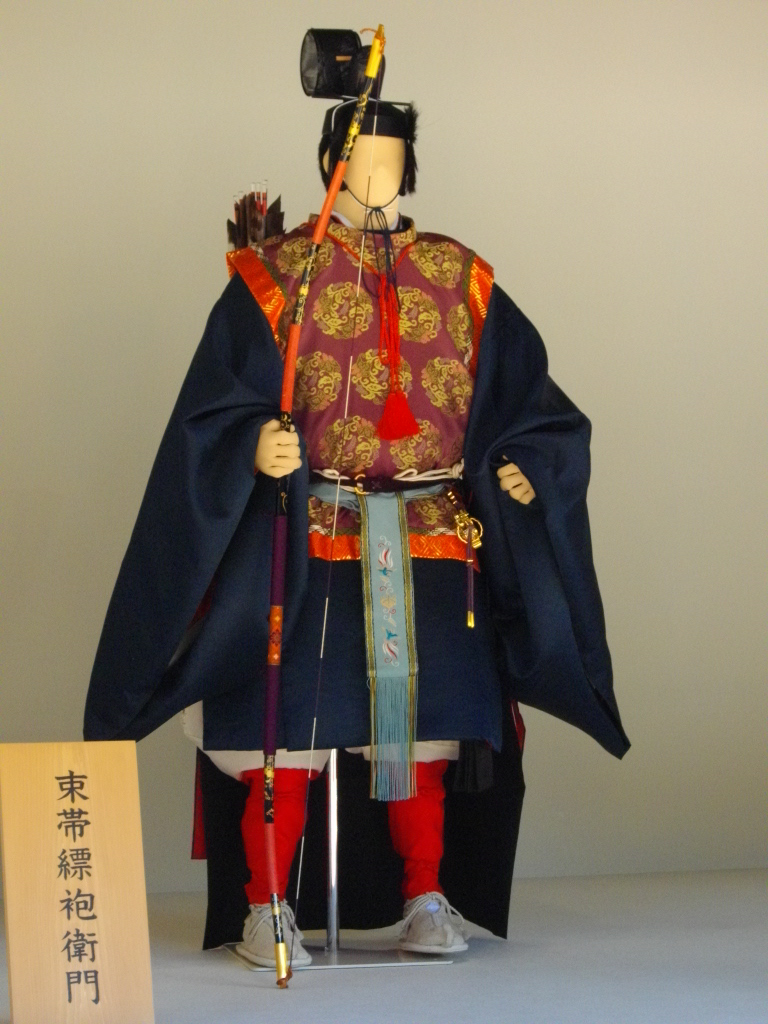
束帯縹袍を着用した衛門像

韋部には「韋」を筆画の一部として持つ漢字を分類している。
単独の「韋」字は「革」同様、毛を除いた皮革の意味があるが、「革」は生革を指すのに対して、「韋」はなめし加工された熟革を指す。
「韋」字は字源としては、「囗」と2つの「止」から構成される会意文字で、城邑・領地の周りを巡るさまを象った文字である。この文字を皮革の意味を持つ単語に用いるのは仮借による。
「韋」は意符としては革製品に関する文字に含まれることがある。
なお、日本の新字体では下部の折れ部分を縦画と横画に分解してヰ形にしたので、これを10画として数える（ただし、「韋」字自体は常用漢字ではない）。
中国の簡体字ではこれを「韦」と簡略化する。

## 部首の通称
- 日本：なめしがわ
- 中国：韋字旁
- 韓国：다룸가죽위부（darumgajuk wi bu、なめし革の韋部）
- 英米：Radical tanned Leather

## 部首字
韋
- 中古音
  - 広韻 - 雨非切、微韻、平声
  - 詩韻 - 微韻、平声
  - 三十六字母 - 喩母三等
- 現代音
  - 普通話 - ピンイン：wéi 注音：ㄨㄟˊ ウェード式：wei2
  - 広東語 - Jyutping:wai5 イェール式:wai5
- 日本語 - 音：イ（ヰ）（漢音・呉音） 訓：なめしがわ
- 朝鮮語 - 音：위(wi) 訓：다룸가죽（darumgajuk、なめしがわ）

## 例字
- 韋・韦
  - 4:𩎓、8:韓・𩏊、10:韜、18:𩏶・𩏷・𩏸、19:𩏹

### 最大画数
20:𩏺・𩏻